# Capitalismo a reciprocità allargata
Per capitalismo a reciprocità allargata s'intende un sistema socioeconomico nel quale il capitale, inteso come insieme di risorse monetarie utili ad acquisire i mezzi produttivi, è donato. In particolare, il donatore A cede unilateralmente denaro al donatario B perché questi realizzi una propria idea o un proprio progetto, contando di poter beneficiare in futuro del pari gesto di un terzo C. Il funzionamento è reso possibile dalla fiducia in un sistema di valori condivisi e dal collegamento tra individui, potenziato in un'epoca che ha conosciuto la diffusione di strumenti informatici. I flussi si muovono secondo una struttura circolare e, quale prova di buona fede, i donatari promettono di corrispondere una testimonianza simbolica del proprio operato ai donatori (sistema reward-based). Esempi di questo meccanismo si ritrovano sulle piattaforme di crowdfunding.

## Storia
Il concetto di reciprocità allargata viene dallo studio antropologico delle economie arcaiche, in particolare dagli scritti di Karl Polanyi e Marcel Mauss, i quali ne parlano con riferimento allo scambio cerimoniale di doni, come il kula nelle popolazioni melanesiane o il potlatch in ambito nativo americano. 

## Equità sostanziale vs. equità formale
Un capitalismo basato sulla reciprocità allargata risulta essere garante di un'equità sostanziale e non solo formale, ovvero un'uguaglianza effettiva garantita dal pari accesso alle risorse produttive e non da una mera norma di legge. L'economista contesta infatti al capitalismo basato sul credito una disuguaglianza sostanziale nell'accesso al capitale e alle opportunità di produzione, mentre rimprovera al sistema comunista la pretesa di un'equità nella distribuzione dei prodotti finali del lavoro, senza riguardo per la meritocrazia, l'incentivo a produrre e la libertà di espressione degli individui.
Un sistema in cui il capitale è donato secondo il merito delle idee e i prodotti del lavoro sono scambiati secondo le logiche di mercato corrisponde ad un sistema naturale tipico delle economie arcaiche, dove il capitale produttivo per eccellenza, ovvero la terra, viene donato dalla comunità, mentre i prodotti del lavoro costituiscono oggetto dello scambio. La condizione fisiologica dell'uomo è trovarsi proiettato nell'esistenza con la propria inventiva e creatività, circondato da una natura che gli dona ciò di cui abbisogna per la realizzazione dei propri progetti attraverso il lavoro. La solidarietà produttivista permette il compimento delle aspirazioni della persona, ma richiede che ciascun talento venga massimizzato. In linea con le assunzioni dell'economista Amartya Sen, dunque, la reciprocità allargata prevede la necessità di creare condizioni iniziali paritarie tra gli individui attraverso un sistema d'istruzione ed educazione a forte componente d'orientamento, fondato sull'affinamento dell'auto-consapevolezza nell'ascolto del sé e sull'esercizio dell'empatia nell'ascolto dell'altro, il tutto all'insegna dell'abbandono di convinzioni forzose riguardo alle vie che gli individui devono intraprendere.

## Prezzi e concorrenza
Da un punto di vista strettamente economico, la donazione di capitale si configura come una redistribuzione volontaria della ricchezza finanziaria attraverso un processo che concilia libertà ed efficienza, e ha come effetto l'abbattimento delle barriere all'ingresso nei settori e dei costi d'avvio delle produzioni, da cui discendono un aumento del tasso concorrenziale ed un abbassamento del livello dei prezzi. La rivoluzione sociale generata dalla gratuità della rete informatica e dal collegato fenomeno del dono di capitale è potenzialmente all'origine di un'esternalità positiva sul libero mercato, sia dal lato del consumo che della produzione.